# Trichopsetta orbisulcus
Trichopsetta orbisulcus és un peix teleosti de la família dels bòtids i de l'ordre dels pleuronectiformes.

## Morfologia
Pot arribar als 11,7 cm de llargària total.

## Distribució geogràfica
Es troba a les costes centrals de l'Atlàntic Occidental (Nicaragua i Veneçuela).